# あさっての方向。 オリジナルサウンドトラック truth
『あさっての方向。 オリジナルサウンドトラック truth』（あさってのほうこう オリジナルサウンドトラック トゥルース）は、テレビアニメ『あさっての方向。』のサウンドトラックである。2007年1月24日にLantisから発売された。

## 収録曲
1. 組曲「あさっての方向。」 [3:50]
2. 光の季節（TV size） [1:31]
歌：Suara
作詞：BABY FAZE、作曲：衣笠道雄、編曲：大久保薫
  - オープニングテーマ
3. 真心 [2:17]
4. Summer Dream [2:27]
5. 夏祭り [1:40]
6. 願い石 [1:43]
7. Pure [0:08]
8. お出かけ [1:31]
9. On the Beach [1:47]
10. 小さな冒険 [1:33]
11. 無邪気 [1:47]
12. 出会い [2:17]
13. Sad Things [1:43]
14. 願い [1:36]
15. わだかまり [2:09]
16. 郷愁 [2:11]
17. 困惑 [1:13]
18. 子供時代 [1:38]
19. Jealousy [2:58]
20. ぎこちない雰囲気 [1:18]
21. 穏やかな日々 [1:37]
22. 晩夏 [1:37]
23. 寂しさ [1:35]
24. 逃亡者 [1:16]
25. 力を合わせて [1:28]
26. 家族のように [2:02]
27. 小さな幸せ [1:33]
28. High Tension [2:07]
29. 海の家 [1:38]
30. 突然の別れ [1:47]
31. どじっぷり [1:08]
32. 尾行 [1:08]
33. 照れっぷり [1:23]
34. 光の季節 piano version [2:03]
35. スイートホームソング music box version [1:35]
36. Summer Fantasy 2 [0:43]
37. 告白 [1:52]
38. 和解 [1:44]
39. ありのままの自分 [1:05]
40. コマクサの花 [2:33]
41. スイートホームソング（TV size） [1:31]
歌：ゆうまお
作詞・作曲：ゆうまお、編曲：菊谷知樹
  - エンディングテーマ
42. Summer Fantasy 1 [0:42]
43. 眼差し [1:18]